# Prescott, Arizona
För andra betydelser, se Prescott.
Prescott är en stad (city) i Yavapai County i delstaten Arizona, USA. Prescott är administrativ huvudort (county seat) i Yavapai County, och omges av Prescott National Forest.
Prescott var ursprungligen en gruvstad, och var Arizonas första permanenta huvudstad från 1864 till 1867 (varpå huvudstaden flyttades till Tucson), och därefter från 1877 till 1879, varefter Phoenix blev huvudstad.
Prescott är hemvist för två högskolor och ett universitet: Prescott College, Yavapai College (ett community college), samt ett campus för Embry-Riddle Aeronautical University (vars andra campus ligger i Daytona Beach, Florida).
En av Prescotts största arbetsgivare är vapentillverkaren Sturm, Ruger & Co.